# Millefiori
Cet article concerne les presses-papiers en verre orné de motifs inclus et parfois aussi appelés sulfures. Pour le composé chimique du soufre à l'état réduit (-II) et l'ion correspondant, voir Sulfure. Pour les minéraux, voir Sulfure (minéral).
Ne doit pas être confondu avec Mille-fleurs.

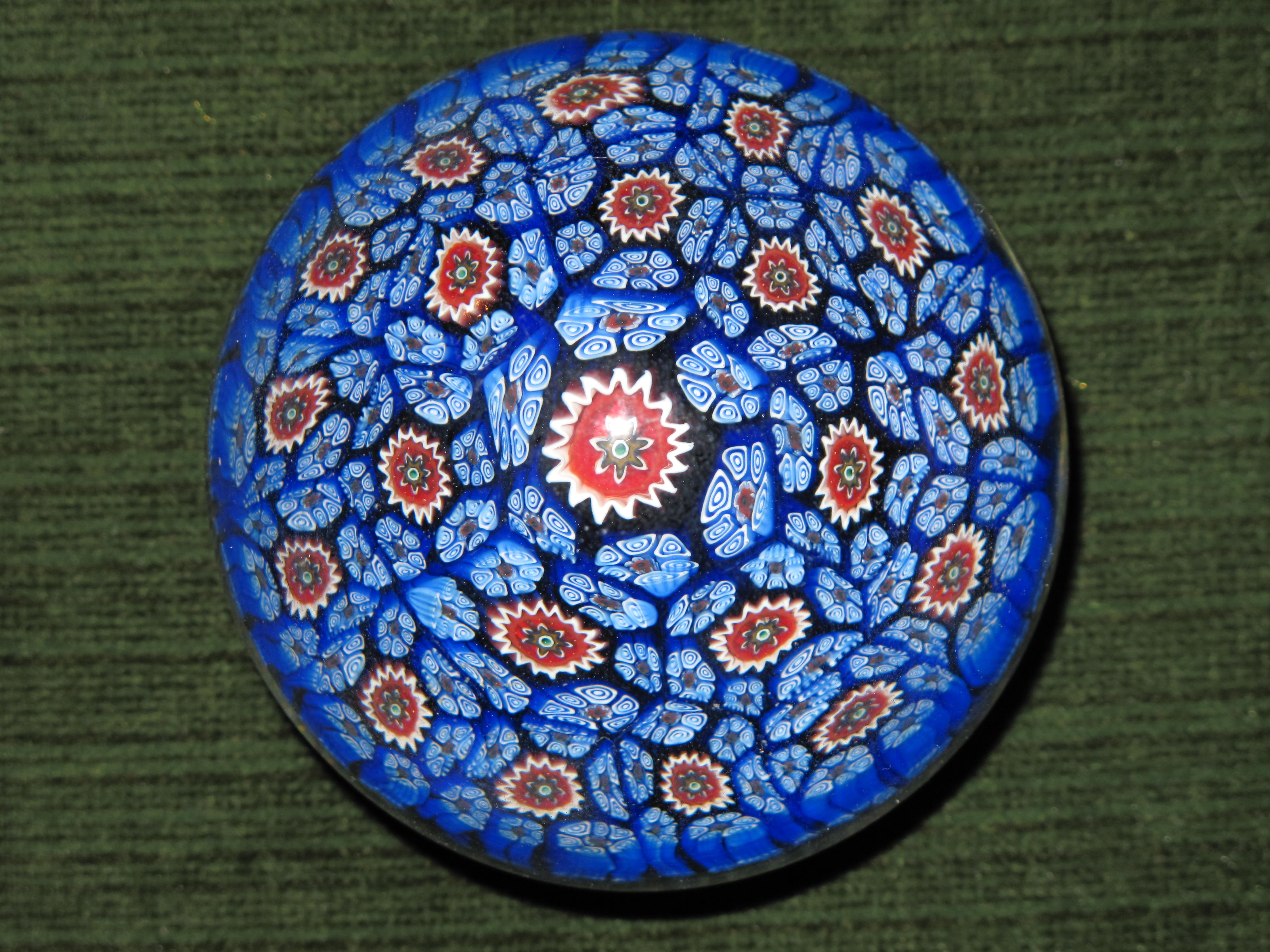
Presse-papier en verre fin orné d'une myriade de motifs inclus de verre aux couleurs différentes faisant penser à la structure de certains fossiles de coraux comme les hexagonaria.

Le milliaflore, en italien millefiori, est une technique antique de fabrication de mosaïque en verre. Il s'agit de baguettes de verre accolées et qui forment un motif régulier sur l'ensemble d'un objet.

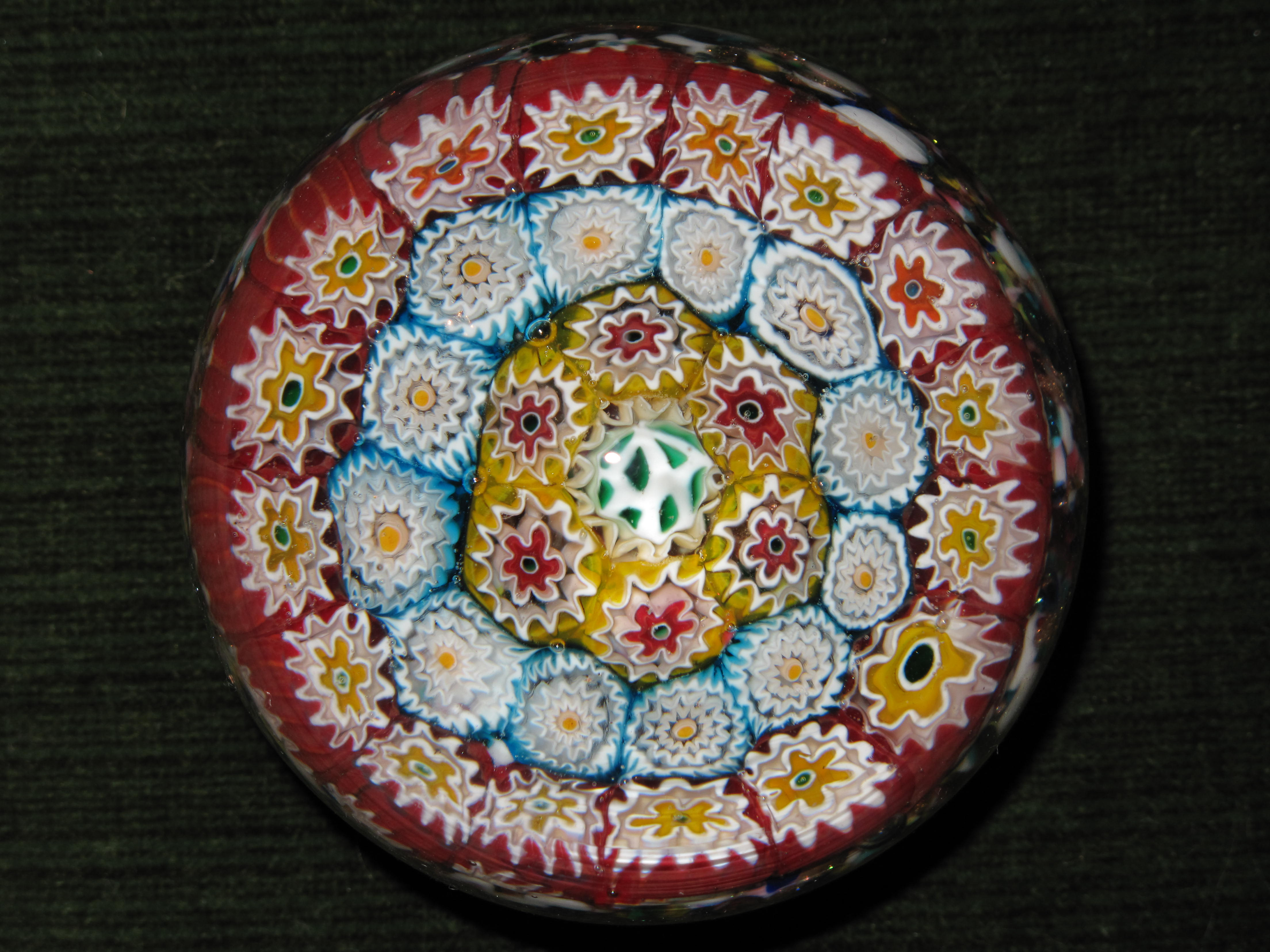
Presse-papier aux multiples inclusions de verre coloré souvent aussi appelé sulfure.

## Étymologie
Millefiori veut dire « mille fleurs », en italien.
Le verrier anglais Apsley Pellatt, dans son livre Curiosities of Glass Making, a été le premier à utiliser le terme "millefiori", qui est apparu dans l'Oxford English Dictionary en 1849 ; avant cela, les perles étaient appelées «perles de mosaïque». Bien que l'utilisation de cette technique soit antérieure au terme «millefiori», elle est aujourd'hui le plus souvent associée à la verrerie vénitienne.

## Historique
La fabrication de perles de mosaïque remonte à l'Antiquité romaine, phénicienne et alexandrine. Des cannes, probablement fabriquées en Italie, ont été retrouvées sur des sites archéologiques irlandais du VIIIe siècle. Des perles de millefiori ont été découvertes lors de fouilles à Sandby borg, Öland, Suède, datant apparemment de la fin du Ve ou du début du VIe siècle. Un morceau de millefiori a été trouvé, avec des grenats non travaillés, dans une bourse sur le site funéraire anglo-saxon de Sutton Hoo, datant du début du VIIe siècle.
Les connaissances techniques nécessaires à la création de millefiori furent perdues au XVIIIe siècle et la technique fut relancée au XIXe siècle. Quelques années après la redécouverte de la technique, des usines en Italie, en France et en Angleterre fabriquaient des cannes de millefiori. Elles étaient souvent incorporées dans des presse-papiers d'art en verre fin.
Jusqu'au XVe siècle, les verriers de Murano ne produisaient que des perles de Rosette dessinées à partir de cannes de Rosette moulées. Les perles de Rosette sont fabriquées en superposant un nombre variable de couches de verre de différentes couleurs dans un moule, et en tirant le verre mou des deux côtés jusqu'à ce que la canne ait atteint l'épaisseur souhaitée. Elle est ensuite coupée en segments courts pour un traitement ultérieur.
Depuis la fin des années 1980, la technique du millefiori est appliquée à la pâte polymère et à d'autres matériaux. Comme la pâte polymère est assez souple et qu'il n'est pas nécessaire de la chauffer et de la réchauffer pour la fusionner, il est beaucoup plus facile de produire des motifs de millefiori avec ce support qu'avec le verre.

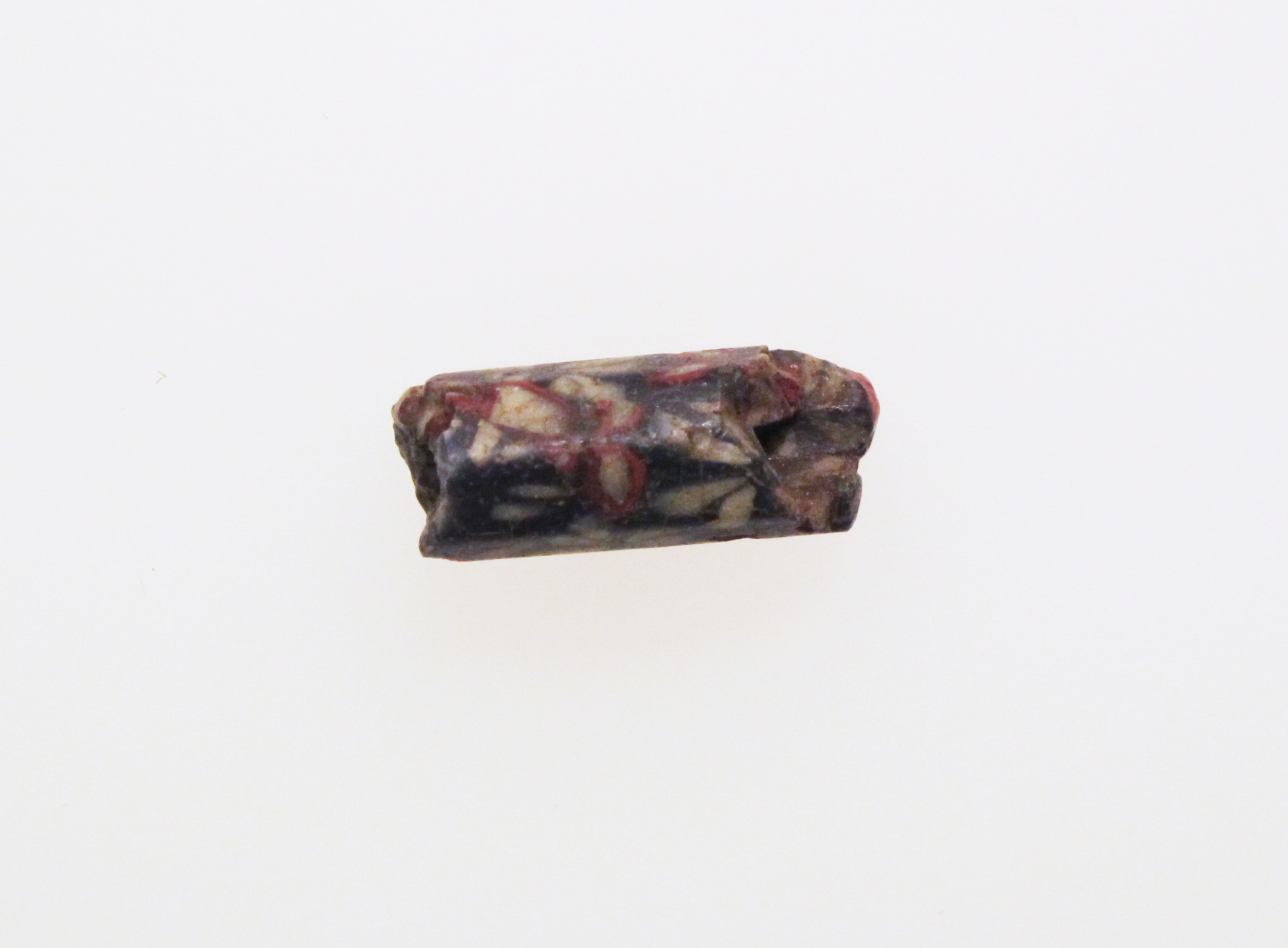
Morceau de canne avec lequel on formait les motifs.
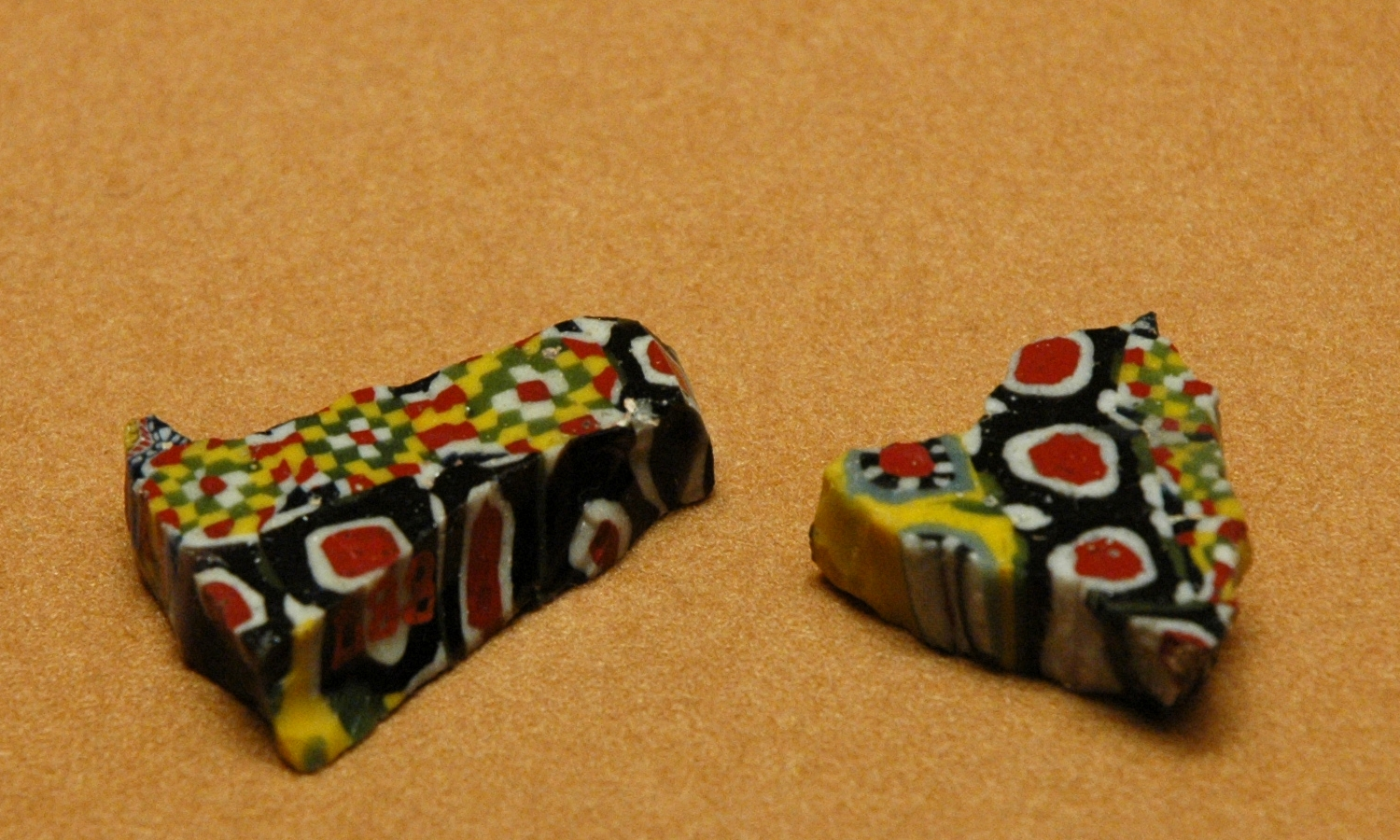
Fragment de millefiori, provenant du Palais de Jawsaq al-Khaqani, Samarra, en Iraq, Musée du Louvre.
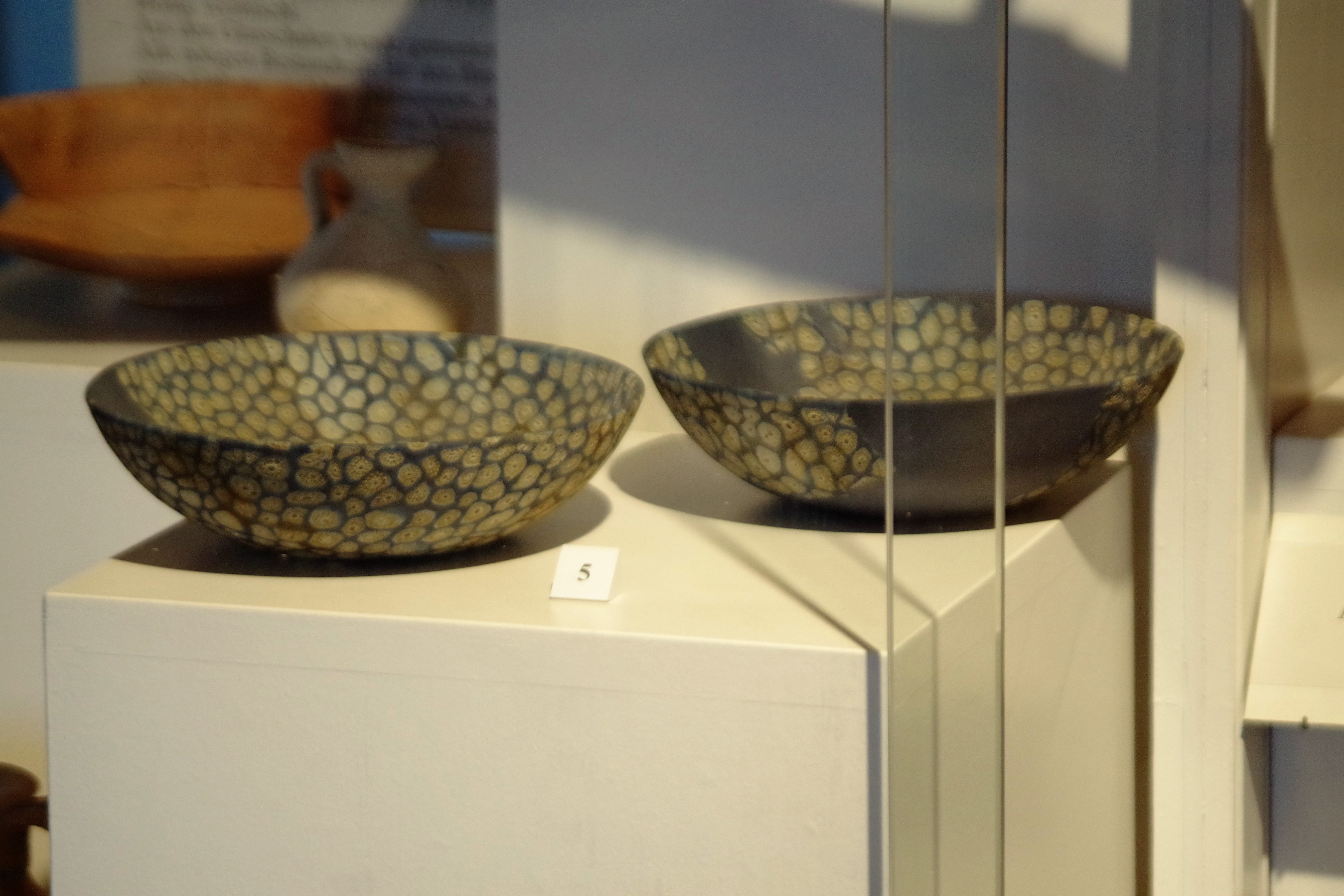
Bols romains au Museum Höfli, Bad Zurzach, Suisse
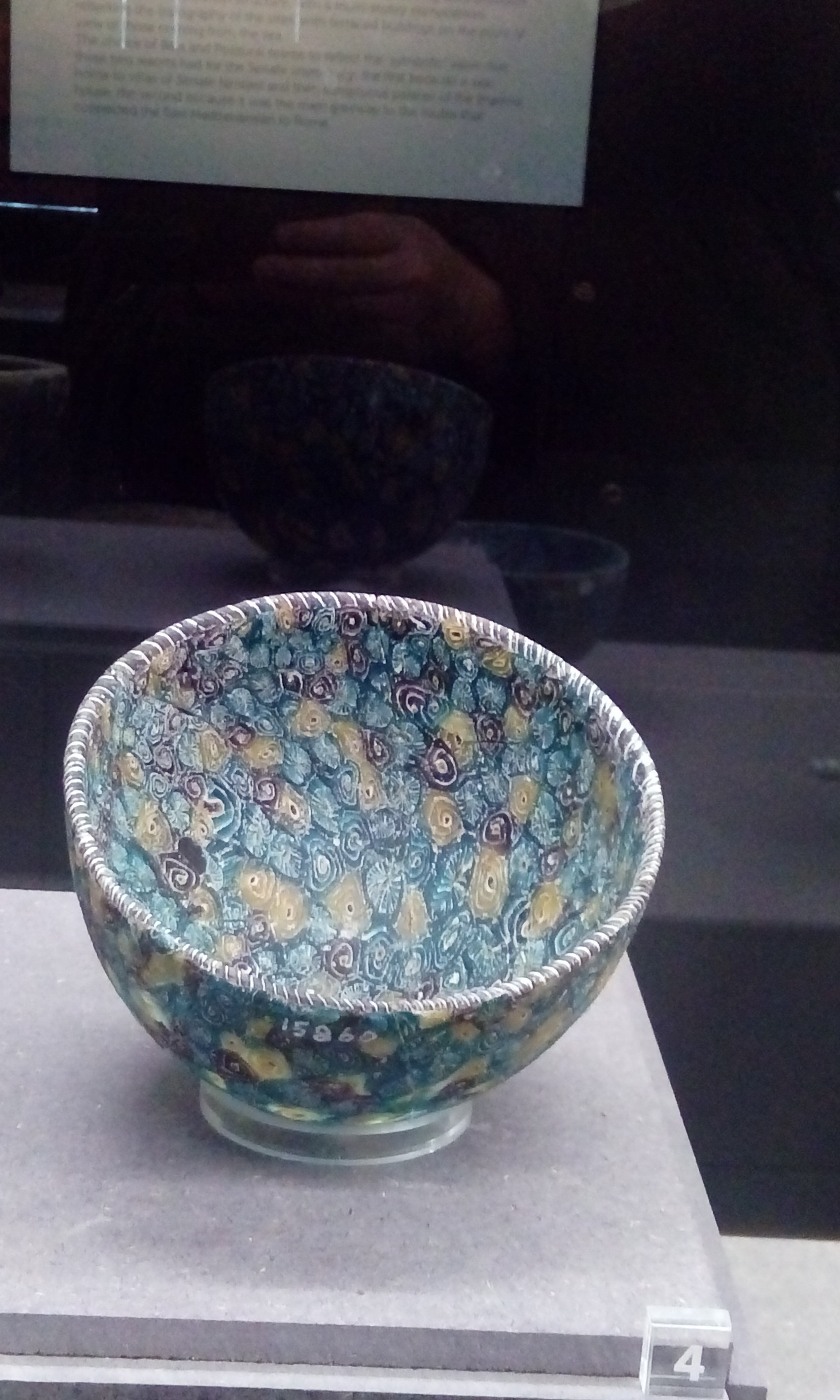
Autres motifs romains, Ier siècle, Museo archeologico di Firenze, Italie.
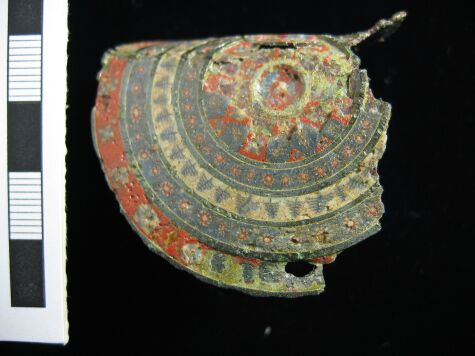
Plat ou assiette antique avec détails de millefiore, alliage de cuivre incrusté d'émail et de verre, IIe siècle.
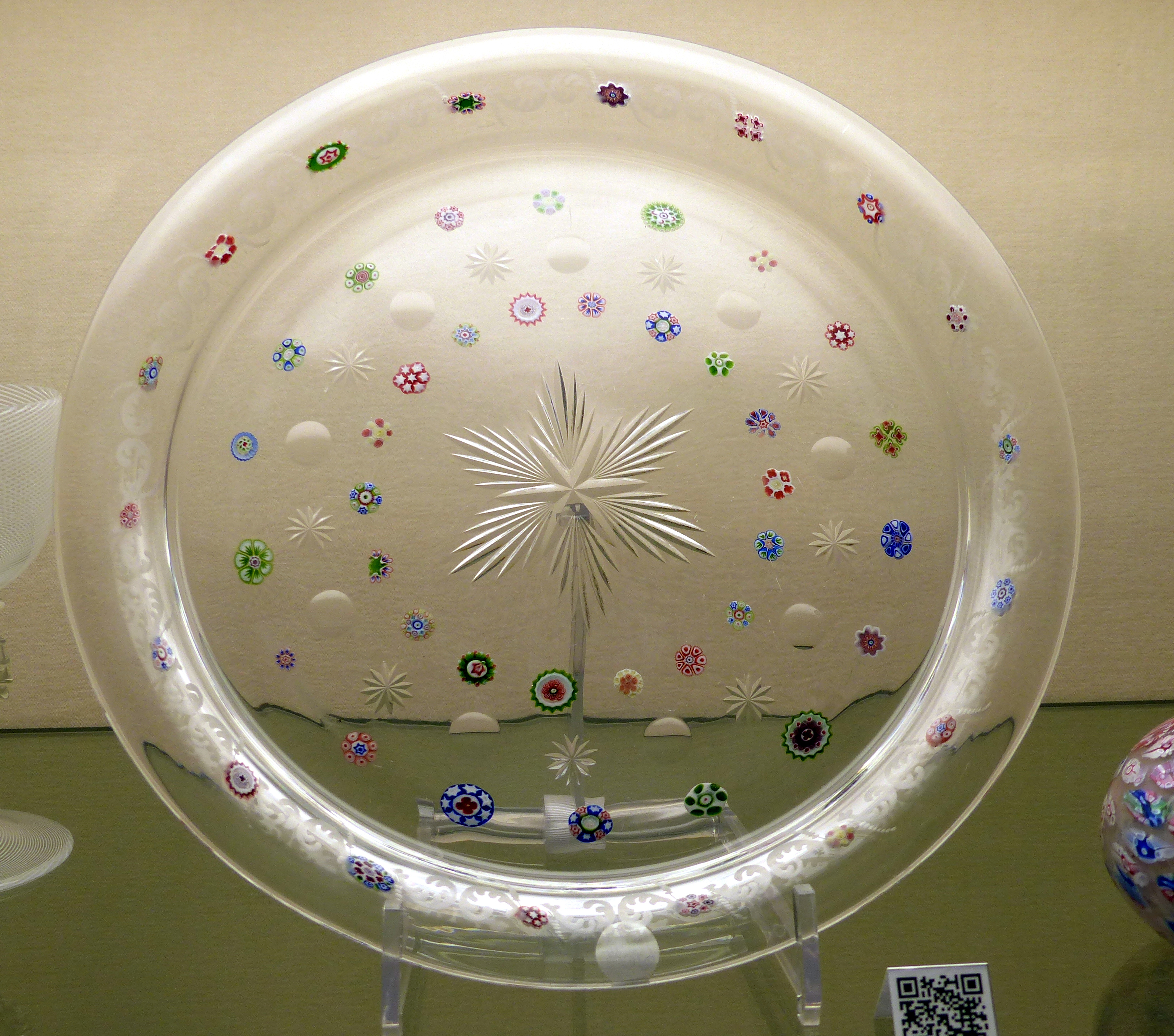
Assiette en verre, récompensée d'une médaille d'or à l'exposition universelle de Londres en 1851, Passau Glasmuseum, Allemagne.